# 鹿楼街道
鹿楼街道，是中华人民共和国河南省鹤壁市山城区下辖的一个乡镇级行政单位。

## 行政区划
鹿楼街道下辖以下地区：
火电厂社区、鹿楼南社区、八矿东井社区、矿务局电厂社区和八矿西井社区。